# Ještěrkovcovité
Ještěrkovcovité (Saururaceae) je čeleď nižších dvouděložných rostlin, náležející do řádu pepřotvaré (Piperales). Jsou to vlhkomilné byliny se srdčitými listy a drobnými květy v klasovitých květenstvích, u některých druhů podepřených nápadnými bílými listeny. Čeleď zahrnuje 6 druhů ve 4 rodech a je rozšířena v Asii, Severní Americe a Mexiku. Některé druhy se celkem zřídka pěstují jako zajímavé okrasné rostliny.

## Popis
Zástupci čeledi ještěrkovcovitých jsou vytrvalé aromatické byliny s přímou nebo poléhavou lodyhou. Listy jsou jednoduché, střídavé, obvykle řapíkaté, s celokrajnou a většinou srdčitou čepelí s dlanitou žilnatinou. Palisty jsou srostlé nebo přirostlé k řapíku a tvoří pochvu. Květy jsou drobné, uspořádané v hustých klasech nebo hroznech. U rodů Houttuynia a Anemopsis a u druhu Gymnotheca involucrata je celé květenství podepřeno nápadnými bílými listeny a připomíná tak jediný květ. Květy jsou oboupohlavné a bezobalné. Tyčinek je 3 až 8, mohou být volné nebo přirostlé k bázi semeníku. Gyneceum je svrchní nebo polospodní, složené ze 3 až 4 částečně nebo zcela srostlých pestíčků. Plod je buď rozpadavý na jednosemenné díly (schizokarp) nebo tobolka otevírající se v horní části.

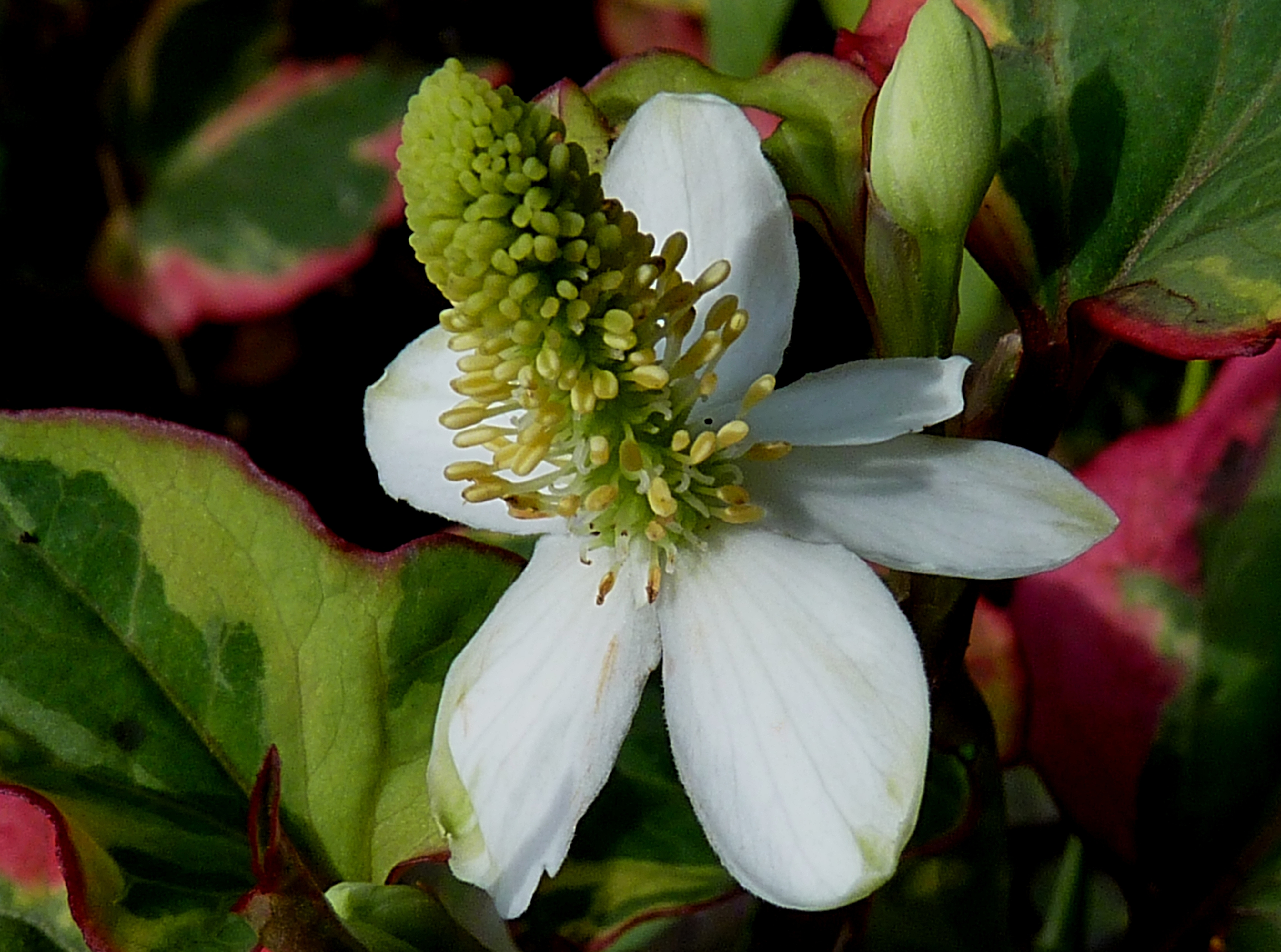
Detail květenství Houttuynia cordata 'Chameleon'
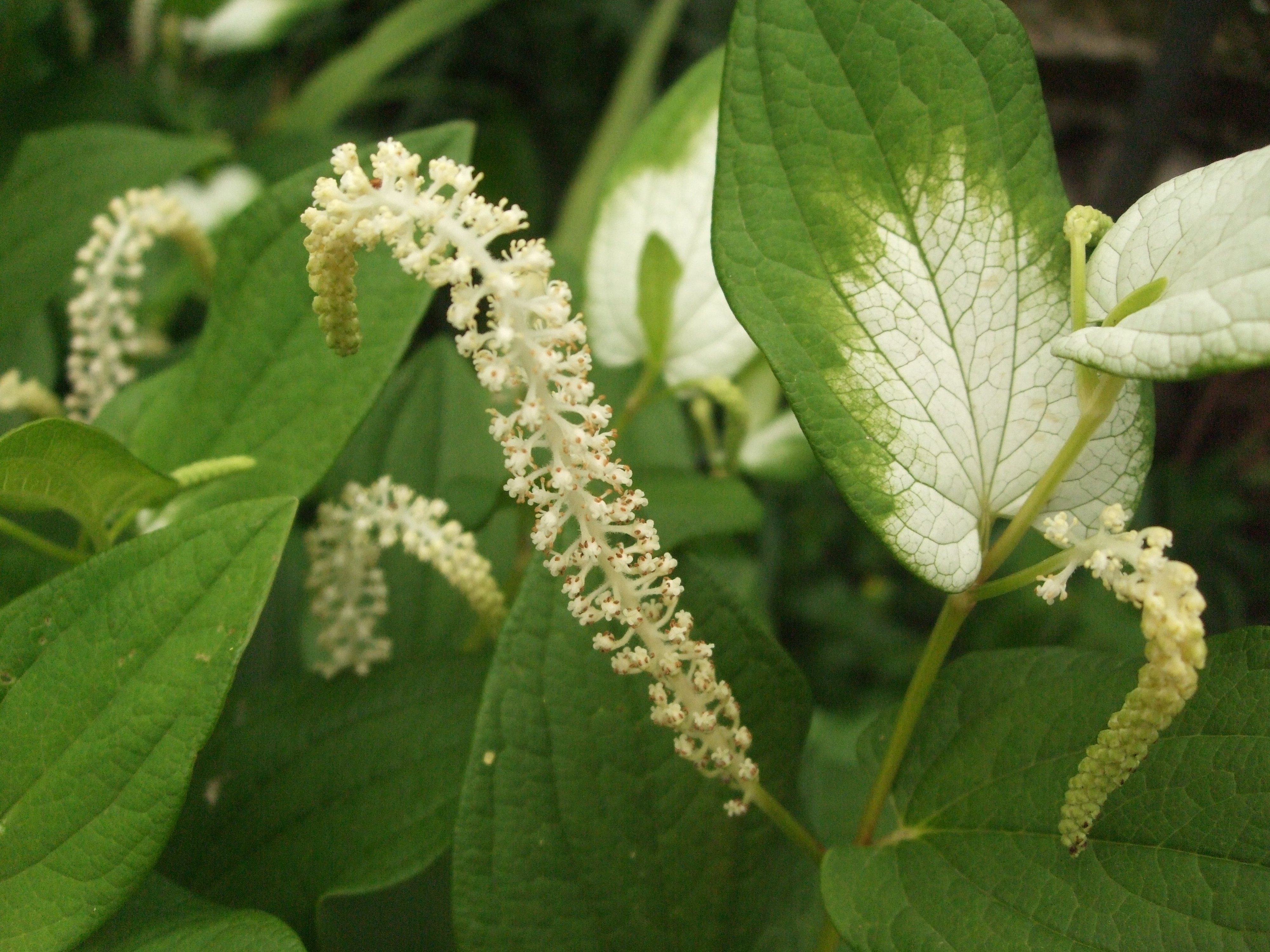
Květenství ještěrkovce Saururus chinensis
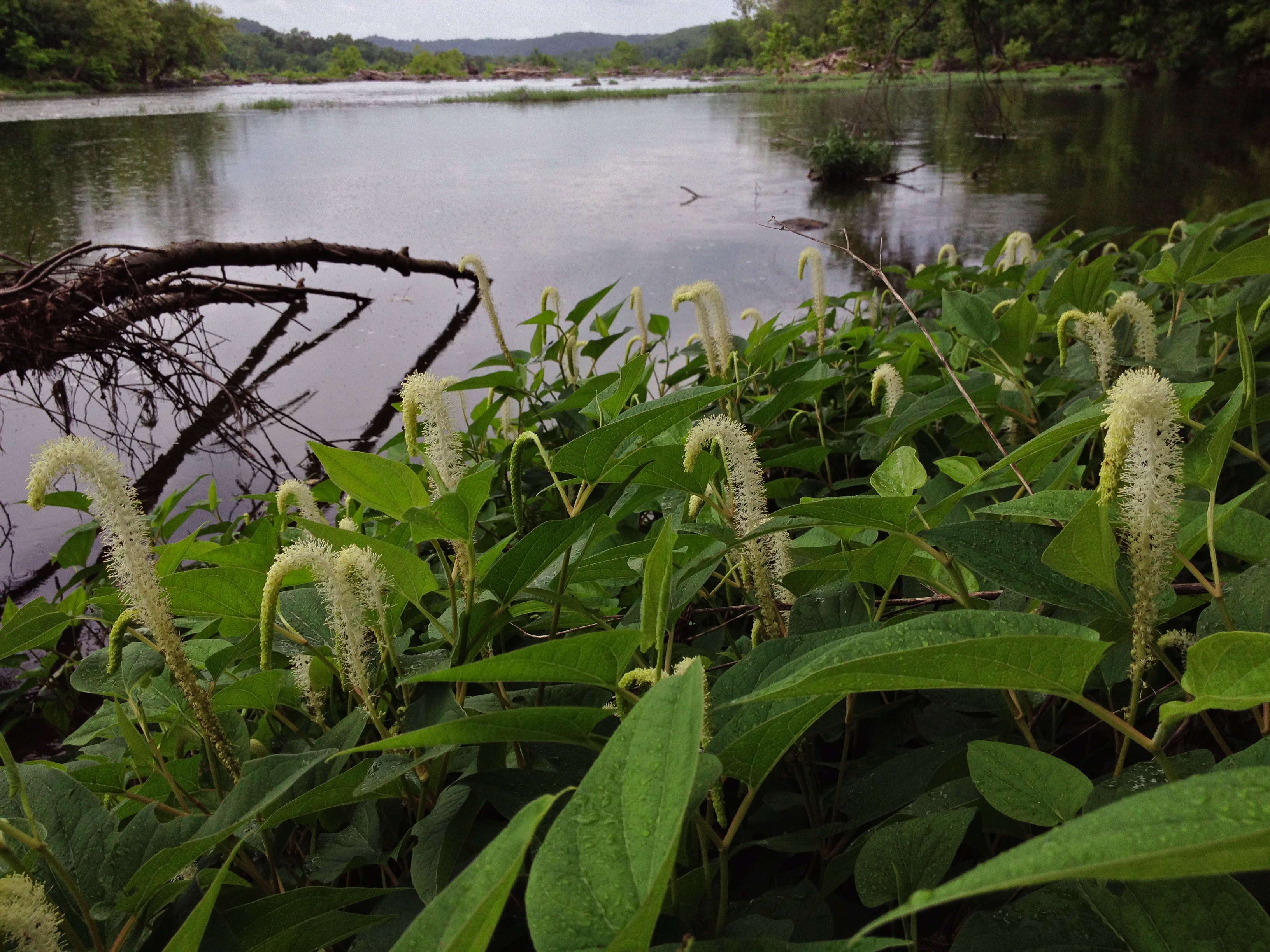
Porost ještěrkovce Saururus cernuus ve Virginii v USA

## Rozšíření
Čeleď ještěrkovcovitých zahrnuje 6 druhů ve 4 rodech. Rod ještěrkovec (Saururus) zahrnuje 2 druhy, z nichž jeden pochází z východní Asie a druhý ze Severní Ameriky. Rod Gymnotheca se vyskytuje ve 2 druzích pouze v Číně s přesahem do severního Vietnamu. Zbývající rody jsou monotypické. Touleň srdčitá (Houttuynia cordata) roste v Asii od Indie po jihovýchodní Asii, mansa kalifornská (Anemopsis californica) v jihozápadních oblastech Severní Ameriky včetně Mexika.

## Historie
Fosilní plody a semena přiřazované k čeledi Saururaceae jsou známy z období eocénu až pliocénu, pylová zrna ze středního eocénu.

## Zástupci
- ještěrkovec (Saururus)
- mansa kalifornská (Anemopsis californica)
- touleň srdčitá (Houttuynia cordata)[6][7]

## Význam
Listy touleně srdčité (Houttuynia cordata) jsou využívány v čínské medicíně. Výhonky se používají jako zelenina.
Některé druhy jsou pěstovány jako vlhkomilné okrasné rostliny. V českých botanických zahradách se lze nejčastěji setkat s toulení srdčitou (Houttuynia cordata), která se pěstuje i v různých pestrolistých kultivarech. Řidčeji je pěstován druh mansa kalifornská (Anemopsis californica).

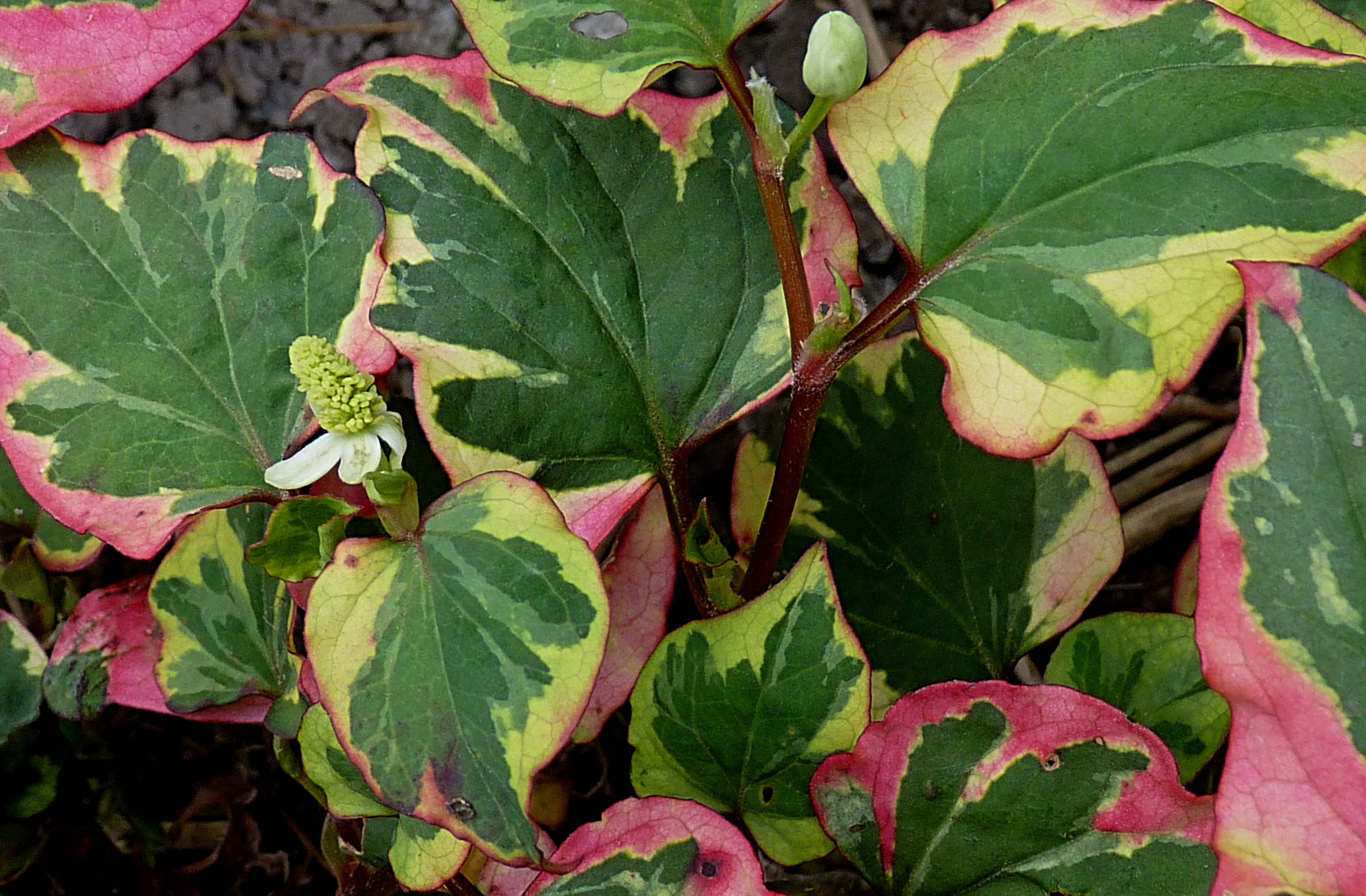
Pestrolistý kultivar Houttuynia cordata 'Chameleon'
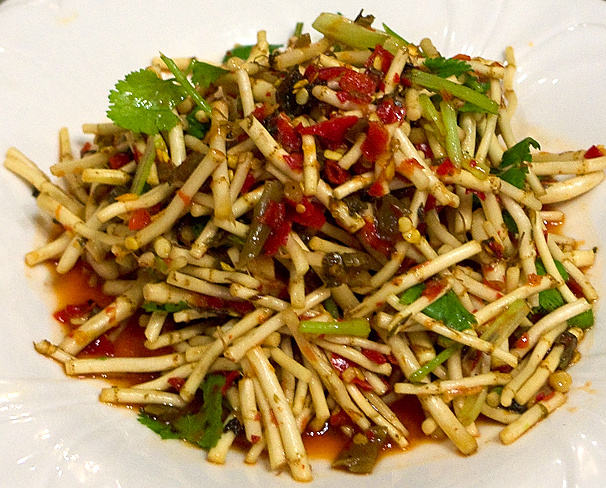
Oddenky touleně čínské v čínské kuchyni

## Přehled rodů
Anemopsis, Gymnotheca, Houttuynia, Saururus